# Ah Chong Island
Ah Chong Island ist eine unbewohnte Insel im australischen Bundesstaat Western Australia. Die Insel gehört zu den Montebello-Inseln, einer Inselgruppe im Indischen Ozean vor der Nordwestküste Australiens.
Ah Chong Island liegt ca. 74 Kilometer vom australischen Festland entfernt. Die Insel ist 920 Meter lang, maximal 540 Meter breit und hat eine Fläche von 22,0 Hektar. Die Vegetation der Insel ist tropisch und die Küstenlinie besteht überwiegend aus Sandstränden.
Die nächstgelegenen Inseln sind die sehr kleine Clematis Island nur 70 Meter vor der Nordspitze, Coolibah Island 160 Meter südwestlich, und Grevillea Island 210 Meter nordwestlich.